# Loferbach (Saalach)
Der Loferbach, auch Haselbach, Grieselbach, Strubache oder Strubbach genannt, ist ein rechter Nebenfluss der Saalach im Grenzgebiet Salzburg/Tirol.

## Lauf, Benennung und Landschaft
Der Bach hat seinen Ursprung auf der Tiroler Seite der Loferer Steinberge. Er umrundet die Gebirgsgruppe fast vollständig und bildet deren West- und Nordgrenze. Dabei wechselt er seinen Namen mehrfach.
Er entspringt im Gemeindegebiet Sankt Ulrich am Pillersee als Grieselbach, auch Grieslbach, Grießelbach oder Grieseltalbach (⊙) am Hochsäul (1757 m ü. A.), nordwestlich des Römersattels, der die Grenze zwischen Leoganger und Loferer Steinbergen bildet. Durch das Grieseltal fließt er gegen Westsüdwesten.
Bei Flecken, an der Talwasserscheide des Pillerseetals, wendet er sich dann abrupt gegen Norden, jenseits der Scheide fließt der Moosbach zur Fieberbrunner Ache nach Südwesten. Der Grieselbach hat dann die Steinberge im Osten und den Kirchbergstock im Westen (⊙). Nach einigen Kilometern erreicht er bei Pillersee den Pillersee, einen etwa 2 km langen Bergsee auf 850 m ü. A. Ab St. Adolari passiert er die Öfenschlucht und ab Schöttl heißt der Bach dann im Allgemeinen Haselbach (⊙).
Nach einigen Kilometern erreicht er dann das Dorf Waidring, und knickt ostwärts. Hier endet das Pillerseetal, und ab nun heißt die Talung des Haselbachs Strubtal, daher wird er ab hier auch Strubache oder auch Strubbach genannt. Sonst heißt er bis Strub, 4 km nach Waidring, oder bis an die Tiroler Grenze, 7 km nach Waidring, noch Haselbach, und dann Loferbach (⊙). Bei Waidring befindet sich eine weitere Talwasserscheide: Vom Knick westwärts entwässert der Waldbach zur Großache. Die Talverlängerung des Strubtals bis Erpfendorf heißt Innerwald und Außerwald, und der Flusslauf dort übernimmt den Namen: Grießbach/Griesbach.
Den Nordrand des Strubtals bildet nun die Sonnwand, der Südabbruch von Steinplatte und Loferer Alpe.
An der Landesgrenze passiert der Bach auch den Pass Strub, die Telenge und alte, befestigte Grenzwache des Fürsterzbistum Salzburg gegen Habsburgisch-Tirol, über den heute die Loferer Straße (B 178) führt. Nach weiteren 3 Kilometern erreicht der Loferbach den Ort Lofer, wo er bei deren km 45,5 von links in die Saalach mündet.
Wichtigere Nebenbäche sind der Weißbach links vom Kirchberg (1678 m) und Schafelberg (1597 m) im Kirchbergstock, und am Oberlauf der Katzelbach links (mit Wiesensee) mit der Talwasserscheide über Mitterwarming nach Hochfilzen (Wiesenseetal).